# Tigrínios
Os tigrínios (tigray) fazem parte de uma etnia localizada principalmente na região montanhosa do Tigré, na Etiópia. Alguns grupos tigrínios vivem em outras áreas da Etiópia, em particular na região de Amara. Na Etiópia, eles representam cerca de 96% da população da região do Tigré e 6,2% da população total do país. Seu idioma é o tigrínia.

## História

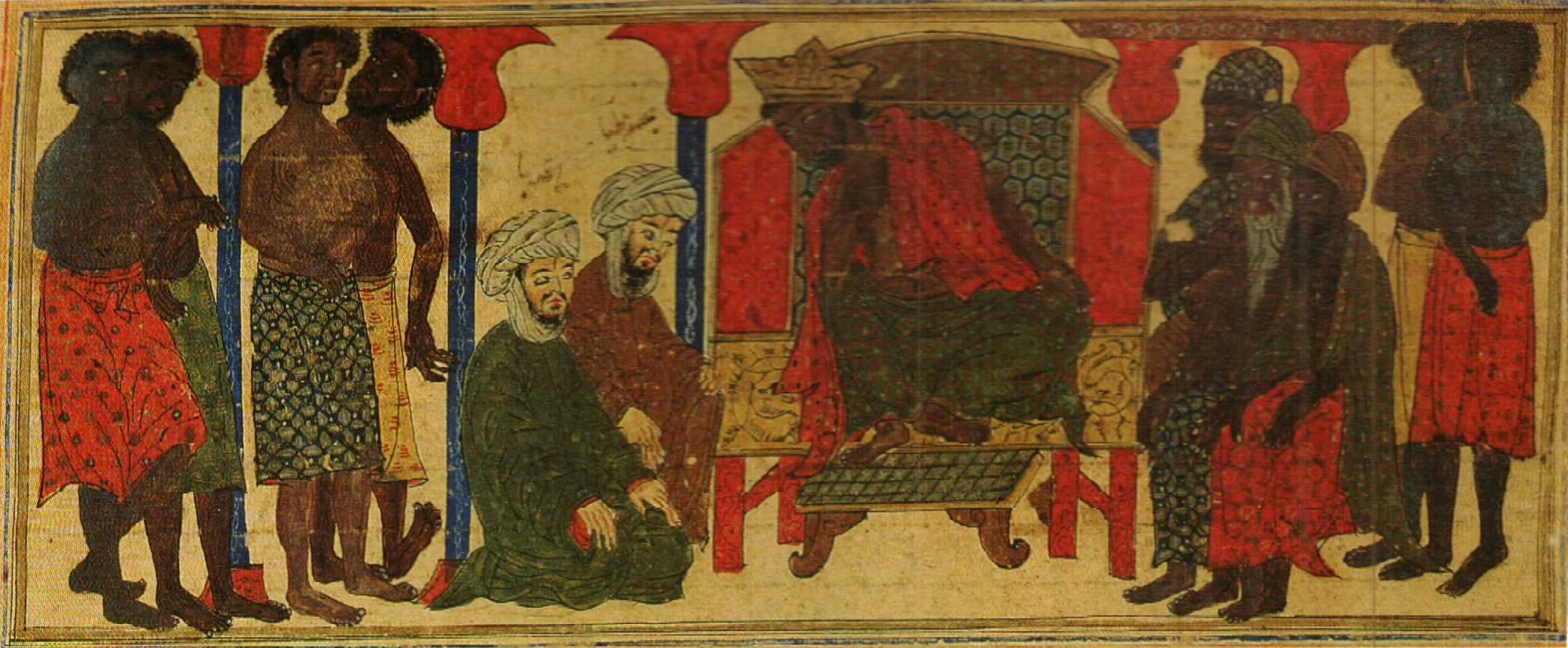
Ilustração mostrando o Negus recusando o pedido de Meca para expulsar os muçulmanos perseguidos

O povo tigrínio teria suas origens na região estabelecido no atual território do norte da Etiópia, a partir de 1 000 a.C. De acordo com a tradição, o povo tigrínio seria descendente do antigo reino de Sabá, governado por Menelique I, filho do rei Salomão e da Rainha de Sabá, assim como os sacerdotes da Igreja Ortodoxa Etíope Tewahedo (Ge 'ez ካህን Kahin).
Historicamente, a antiga província de Tigré é o lugar onde a civilização etíope teve suas origens. O primeiro reino deste grupo étnico foi construído no século VIII a.C., essas mesmas pessoas deram origem ao Reino de Axum, uma das civilizações mais poderosas do mundo antigo, e que prosperou do século I ao X.
A primeira menção sobre a etnia data dos séculos VIII a X, nos manuscritos do período que preservam as inscrições de Cosmas Indicopleustes (século VI) que contêm notas, incluindo menções de uma tribo chamada tigrínia. Um mapa português de 1660 mostra Medri Bari (Marab Melash) consistindo das três províncias montanhosas da Eritreia e distintas da Etiópia. Os Bahre-Nagassi (Reis do Mar) lutaram alternadamente contra os abissínios e contra o Sultanato de Adal, dependendo das circunstâncias geopolíticas. Medri Bahri foi, portanto, parte da resistência cristã contra o imame Amade ibne Ibraim Algazi, general das forças de Adal, mas depois se juntou aos estados adalitas e à frente do Império Otomano contra a Abissínia em 1537. O século XVI marcou a chegada dos otomanos, que começaram fazendo incursões na área do Mar Vermelho. Bruce observou: "Em seguida, eles passaram pelo Marab, que é a fronteira entre o Tigré e o Baharnagash" (entre a Eritreia e a Etiópia). James Bruce em seu livro publicado em 1805 localizou Tigré (uma região arbitrariamente delimitada por James Bruce com base nos falantes da língua de tigrínia) entre o Mar Vermelho e o rio Tekezé e declarou que muitos grandes governos, como Enderta e Antalow, e grande parte do Baharhagash fizeram parte da região do Tigré.
No início do século XIX, o egiptólogo Henry Salt viajou pelo interior da Abissínia e a dividiu, como James Bruce o fez, em três estados distintos e independentes. Essas três grandes divisões (baseadas arbitrariamente no idioma) são Tigré, Amara e Xoa. Henry considera o Tigré como o estado mais poderoso dos três; uma circunstância decorrente da força natural do país, a disposição guerreira de seus habitantes e sua proximidade com a costa marítima; uma vantagem que lhe garantiu o monopólio de todos os mosquetes importados para o país. Ele dividiu o reino do Tigré em várias províncias como o centro onde foi considerada a sede do estado sendo referida como Tigré propriamente dito. As províncias deste reino incluem Enderta, Agame, Wojjerat, Temben, Shiré e Baharanegash. Hamasien, um distrito de Baharanegash, seria o norte mais distante e parte mais estreita do Tigré, e Henry coloca os Bejas como o povo que vive ao norte de Tigré. Na época em que Henry viajou para a Abissínia, a sede do império, Gondar, era governada por Gugsa de Yejju, um comandante Oromo que governou de 1798 até 1825 como enderase (regente) dos imperadores da dinastia salomônica.

## Cultura

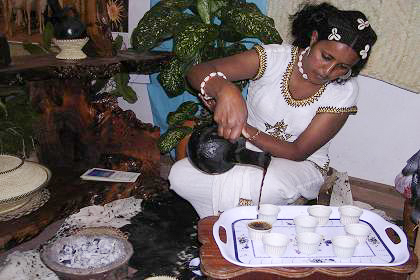
A cerimônia tradicional do Café

Muito além da sua importância atual, os tigrínios ajudaram a moldar a cultura da Etiópia, desde suas origens, deixando muitos vestígios e tesouros históricos.
Os tigrínios são às vezes descritos como individualistas, devido traços de competição, ciúmes e conflitos locais. Isso, no entanto, reflete uma forte tendência de defender a sua própria comunidade e os direitos locais contra interferências — então generalizadas — seja de indivíduos mais poderosos ou do Estado. As comunidades tigrínias são marcadas por numerosas instituições sociais com uma forte rede de cumplicidades, onde as relações são baseadas em direitos e vínculos mútuos. O apoio econômico e outros é mediado por essas instituições. No contexto urbano, o governo local moderno assumiu a maioria das funções das associações tradicionais. Já na área rural, no entanto, as organizações sociais tradicionais estão plenamente em funcionamento. As aldeias são geralmente formadas por comunidades genealógicas, consistindo de várias linhagens. Todos os membros dessa extensa família estão ligados por fortes obrigações mútuas.
Uma notável herança dos tigrínios é a lei consuetudinária. Na Eritreia, vários comunidades tigrínias a elaboraram como códigos de leis escritas, que ainda são válidos localmente (auxiliando à lei estatal). Na região de Tigré, o direito consuetudinário também ainda é parcialmente praticado, mesmo na auto-organização política e nos casos penais. É também de grande importância para a resolução de conflitos.

## Cozinha

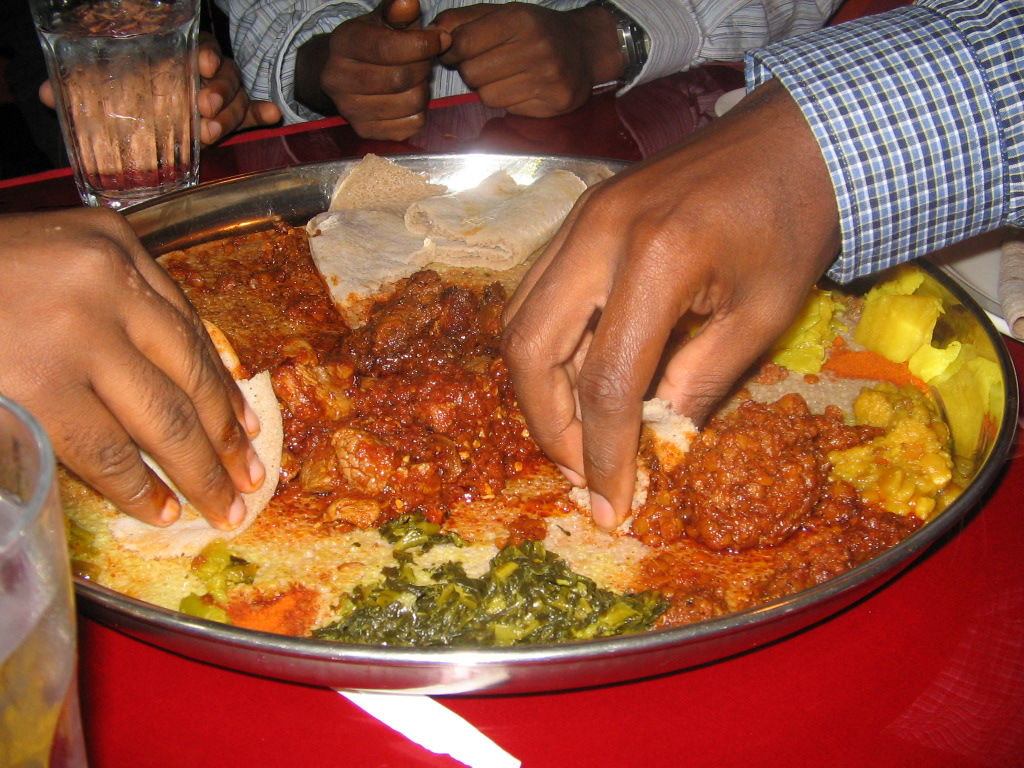
Forma coletiva de comer com injera

A culinária tigrínia caracteristicamente consiste de vegetais e as vezes pratos de carne muito picantes, geralmente na forma de tsebhi (tigrínia: ፀብሒ), um ensopado grosso, servido em cima da injera, um grande pão sírio. Como a grande maioria da etnia pertence à Igreja Ortodoxa Etíope (e uma minoria muçulmana), a carne de porco não é consumida por causa de crenças religiosas. Carne e produtos lácteos não são consumidos às quartas e sextas-feiras, e também durante os sete jejuns obrigatórios. Por esse motivo, muitas refeições veganas estão presentes. Comer em torno de uma cesta de comida compartilhada, mäsob (tigrínia: መሶብ) é um costume na região e geralmente é feito com famílias e convidados. O alimento é comido sem o uso de talheres, usando apenas os dedos (da mão direita) e o pão achatado para pegar o recheio do pão.